# Cantonul Châlons-en-Champagne-4
Cantonul Châlons-en-Champagne-4 este un canton din arondismentul Châlons-en-Champagne, departamentul Marne, regiunea Champagne-Ardennen, Franța.

## Comune
- Châlons-en-Champagne (parțial, reședință)
- Saint-Memmie